# Radiolatarnia bezkierunkowa

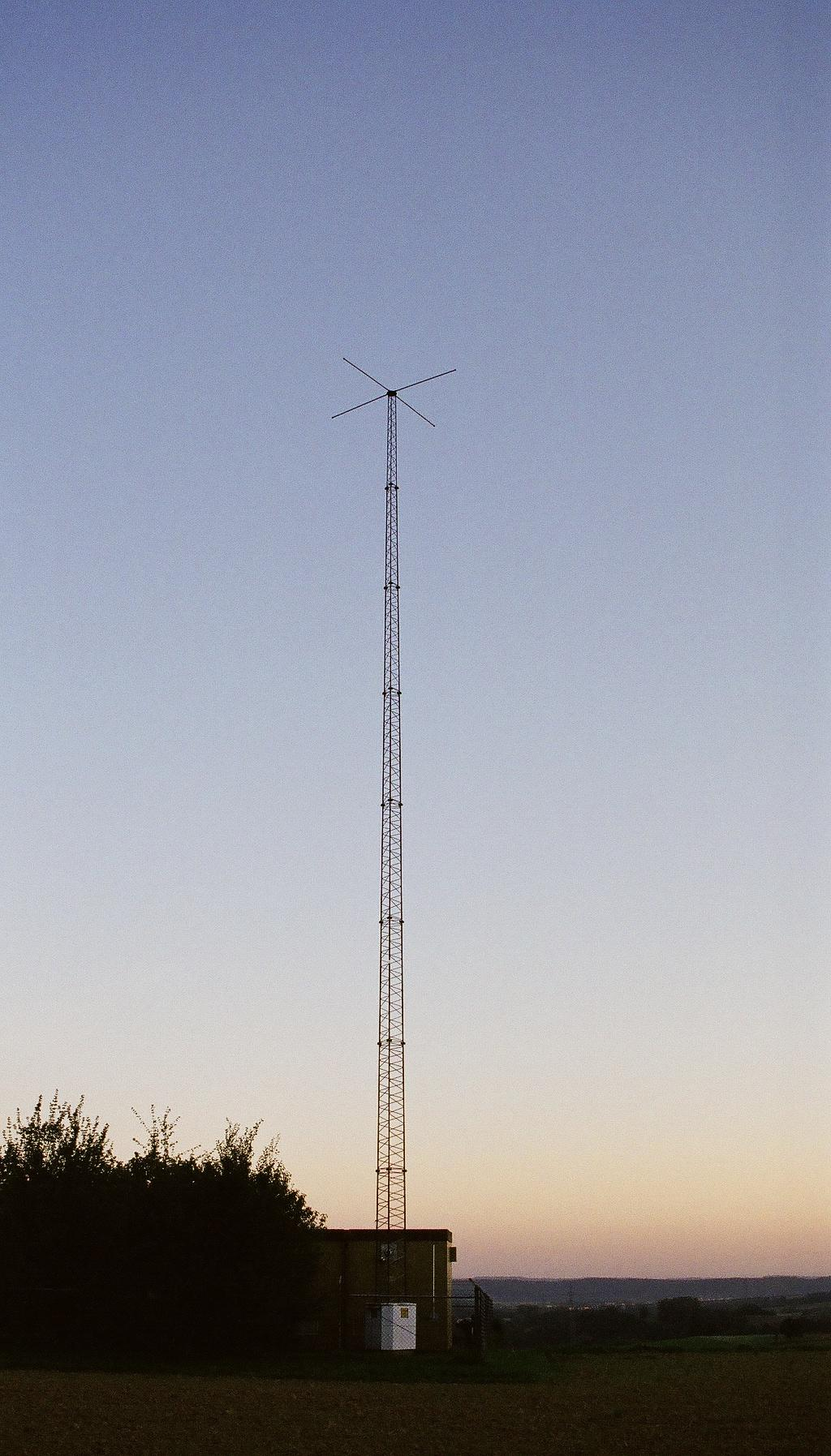
Wieża antenowa radiolatarni i kontener NDB NKR w Leimen-Ochsenbach w Niemczech

Symbol oznaczający radiolatarnię NDB na mapach lotniczych

Radiolatarnia bezkierunkowa, NDB (ang. non-directional beacon) – naziemny nadajnik radiowy o charakterystyce bezkierunkowej, pracujący w zakresie częstotliwości 190–1750 kHz (fale od długich do średnich), zwykle z rastrem 1 kHz, wykorzystywany w systemie radionawigacji lotniczej.
Radiolatarnie umieszcza się najczęściej na osi pasa lotniska, kilka kilometrów przed jego progiem. Radiokompas ADF (ang. Automatic Direction Finder) zainstalowany na pokładzie statku powietrznego, po dostrojeniu do częstotliwości wybranej radiolatarni, wskazuje na nią kąt kursowy. Kierunkowa antena ramowa radiokompasu ustawiana jest na najsłabszy sygnał, co wynika z ostrzejszego minimum niż maksimum charakterystyki kierunkowej anteny, w stosunku do anteny dookolnej.
Sygnał nadawany przez radiolatarnię zawiera znak identyfikacyjny, złożony zwykle z jednego do trzech znaków alfabetu Morse’a, który powtarzany jest co kilka-kilkanaście sekund. Na terenie Europy ten sam znak nie powinien być częściej używany niż jeden raz. Fala nośna jest zmodulowana amplitudowo (modulacja A2A) tonem o częstotliwości 1020 Hz (w starszych radiolatarniach również 400 Hz) przy głębokości modulacji do 95%.
Moc nadajnika jest zwykle rzędu kilkudziesięciu watów, dlatego zasięg radiolatarni przy powierzchni ziemi może nie przekraczać kilkudziesięciu kilometrów, jednak na większych wysokościach, z uwagi na brak przeszkód i zakłóceń, jest on wielokrotnie większy.
Radiolatarnie NDB zwykle umieszczane były parami na przedłużeniu osi pasa startowego (dalsza i bliższa radiolatarnia NDB). System ten, przy wykorzystaniu dwóch radiokompasów ADF na pokładzie samolotu, umożliwiał bardziej precyzyjne podejście niż w przypadku tylko jednej radiolatarni. Z uwagi na istnienie bardziej precyzyjnych form podejścia do lądowania IFR (VOR/DME, ILS) system NDB odgrywa obecnie w lotnictwie komunikacyjnym coraz mniejsze znaczenie i nie instaluje się nowych radiolatarni NDB, utrzymując jedynie te istniejące. Ich funkcje przejmują bardziej uniwersalne i znacznie dokładniejsze radiolatarnie VOR.
Radiolatarnie bezkierunkowe, poza wykorzystaniem w nawigacji lotniczej, są także popularne wśród radioamatorów zajmujących się odbiorem dalekich stacji. W tym celu stosowane są specjalne odbiorniki i anteny, co przy sprzyjających warunkach propagacyjnych umożliwia rejestrację sygnałów radiolatarni NDB oddalonych nawet o kilkanaście tysięcy kilometrów. Odbiór pobliskich radiolatarni jest możliwy za pomocą zwykłego odbiornika radiofonicznego wyposażonego w antenę ferrytową i obejmującego częstotliwość pracy NDB.